# Sclerophrys buchneri
Sclerophrys buchneri  é uma espécie de anuro da família Bufonidae. É nativo de Angola, Congo e possivelmente da República Democrática do Congo. Do pouco que se sabe da espécie, é possível especular que seu habitat seja lagos rasos, que permitam que o desenvolvimento larval ocorra. 